# Ursula Kemp
Ursula Kemp o Ursley Kempe alias Grey (ca. 1525 – 1582) fue una comadrona  inglesa que en 1582 fue juzgada por brujería y ahorcada. Fue acusada (y aparentemente confesa) de utilizar espíritus familiares para matar y transmitir enfermedades a sus vecinos.

## Biografía
Kemp nació en St Osyth, Essex, a menudo sus vecinos recurrían a ella para que curase dolencias y enfermedades. Más tarde se le acusó de causar intencionalmente enfermedades y muertes, y finalmente fue juzgada por brujería en Chelmsford en febrero de 1582. En su juicio, varios de sus vecinos testificaron en su contra, haciendo declaraciones al juez Brian Darcy. Junto con su amiga, Alice Newman, fue acusada de causar la muerte a Edna Stratton y a dos niños, Joan Thurlow y Elizabeth Letherdale.

## El juicio de Kemp
La vecina y ex amiga Grace Thurlow testificó que cuando su hijo Davy estaba enfermo, pidió la ayuda de Kemp. Davy se recuperó temporalmente de su enfermedad y Thurlow creyó que Kemp lo había curado. Algún tiempo después, Thurlow y Kemp discutieron sobre el cuidado de la hija de Thurlow, Joan. Con pocos meses de edad, Joan se cayó de la cuna y murió a causa de una fractura de cuello. Cuando Thurlow quedó coja, volvió a pedir ayuda a Kemp. Kemp aceptó curarla por 12 peniques. Thurlow mejoró, pero luego se negó a pagarle a Kemp sus honorarios, diciendo que no se lo podía permitir. Las dos mujeres volvieron a discutir y Kemp amenazó con vengarse de Thurlow, quien volvió a quedar coja. Thurlow testificó que desde esa pelea, tanto ella como su hijo habían sufrido. Ella culpó a Kemp por la enfermedad de su hijo, su propia cojera y la muerte de su bebé. Thurlow se quejó ante el magistrado y se inició una investigación.
Alice Letherdale testificó que Kemp le había pedido un poco de arena (usado como limpiador abrasivo) para fregar y que ella se había negado a hacerlo, sabiendo que Kemp era un "ser cruel". La hija de Letherdale, Elizabeth, vio más tarde a Kemp, quien le murmuró algo en voz baja. Cuando Elizabeth enfermó y murió, Letherdale culpó a Kemp de haber hechizado a la niña hasta matarla. El hijo de ocho años de Kemp, Thomas, testificó que su madre mantenía cuatro espíritus o familiares domésticos. Los describió como un gato gris llamado Tyffin, un cordero blanco llamado Tyttey, un sapo negro llamado Pygine y un gato negro llamado Jacke. Dijo que había visto a su madre darle cerveza y pastel a sus familiares y dejar que le chuparan la sangre del cuerpo. Thomas dijo que había estado presente cuando Alice Newman visitó a su madre. Dijo que su madre le había dado a Newman una olla de barro, que él creía que contenía a los familiares domésticos. Días después, vio a Newman regresar y decirle a Kemp que había enviado espíritus a matar a un hombre local y a su esposa.

## Confesión
El juez Brian Darcy dijo que Kemp le hizo una confesión completa en privado. Kemp le dijo que aproximadamente diez años antes había experimentado una "cojera en los huesos". Ella había recurrido a una curandera local que le había dicho a Kemp que había sido hechizada y que debía "desembrujarla". Ella le recomendó a Kemp un ritual que utilizaba estiércol de cerdo, cardo mariano, salvia y hierba de San Juan. Kemp realizó el ritual y se recuperó. Dos mujeres que ella conocía le pidieron ayuda por cojera. Ella las ayudó de la misma manera que había hecho para sí, y aparentemente se recuperaron. Desde entonces había realizado servicios curativos para sus vecinos. Ella admitió mantener los cuatro familiares que su hijo había mencionado. Ella dijo que eran dos espíritus masculinos, que mataban a la gente, y dos espíritus femeninos, que traían enfermedades a la gente y destruían el ganado. Kemp continuó confesando haber enviado a sus familiares para dejar coja a Grace Thurlow y matar a Joan Thurlow, Elizabeth Letherdale y a la cuñada de Kemp. Nombró a otras doce mujeres como brujas, seis de las cuales fueron ahorcadas, incluida Kemp, en 1582. Muchas de las acusadas confesaron libremente haber practicado brujería a pesar de saber que se enfrentaban a la muerte como por ello.

## Muerte
Ursula Kemp fue ahorcada en Chelmsford en 1582. En 1921, Charles Brooker encontró los esqueletos de dos mujeres en un jardín de St Osyth, uno de los cuales se creía que era el de Kemp. Los "esqueletos de brujas" se convirtieron en una atracción turística local y para verlos había que pagar entrada. En 2007, la historiadora Alison Rowlands dijo que, según su investigación, los esqueletos podrían pertenecer a cualquiera de las diez mujeres que fueron ejecutadas por brujería en los siglos XVI y XVII. Un estudio forense más reciente sugiere que los huesos son de procedencia romana.[cita requerida]